# 香港五元硬幣
五元硬幣是現行流通香港貨幣，面額為$5港元。香港人以「五文銀」、「大餅」作為五元的稱呼。

## 歷史
香港政府於1976年以紅銅鎳合金首鑄十角形5元硬幣，一面鑄有當時在位的英女皇伊利莎白二世肖像，另一面則鑄有面值「香港伍圓」。但因為太容易盜鑄，港府於1980年改為鑄造配有安全邊的圓形5元硬幣。安全邊上鑄有「香港伍圓 HONG KONG FIVE DOLLARS」字樣，正面中間亦鑄了空心 「5」字，取代十角形時代手持珍珠、自香港徽號頂端部分擷取的英國皇室獅子。1985年正面改為戴上皇冠、外表較成熟之女皇頭像。1993年配合香港主權移交而更改設計，配上洋紫荊作正面圖案。1997年為紀念回歸，又有鑄上有5隻蝠鼠圖案的紀念硬幣。所有這些特別版本至今仍流通市面。

香港五元硬幣（1978年）

## 曾發行年份（近代）
- 十角形：1976年、1978年至1979年（1981年12月停止流通）
- 轉用圓形硬幣後第一個「女皇頭」：1980年至1984年
- 轉用圓形硬幣後的「大皇冠」：1985年至1989年
- 洋紫荊：1993年至1998年（1994年、1996年沒有發行，而1997年回歸特別版本是蝠鼠圖案的）、2012年-2013年、2015年、2017年、2019年

## 發行量
| 年份 | 發行量                     |
| ---- | -------------------------- |
| 1976 | 3000萬                     |
| 1978 | 1000萬                     |
| 1979 | 1200萬                     |
| 1980 | 4000萬                     |
| 1981 | 2000萬                     |
| 1982 | 1000萬                     |
| 1983 | 4000萬                     |
| 1984 | 4500萬                     |
| 1985 | 6000萬                     |
| 1986 | 8000萬                     |
| 1987 | 5000萬                     |
| 1989 | 3000萬（1004萬已流出市面） |
| 1990 | 已鑄造，但從未發行。       |
| 1993 | 1億5000萬                  |
| 1995 | 2000萬                     |
| 1997 | 3000萬                     |
| 1998 | 6000萬                     |
| 2012 | 4000萬                     |
| 2013 | 6000萬                     |
| 2015 | 3000萬                     |
| 2017 | 4000萬                     |
| 2019 | 6000萬                     |